# Copernicia glabrescens
Copernicia glabrescens es una especie de palmera endémica del oeste y centro de Cuba donde se encuentra en las sabanas.

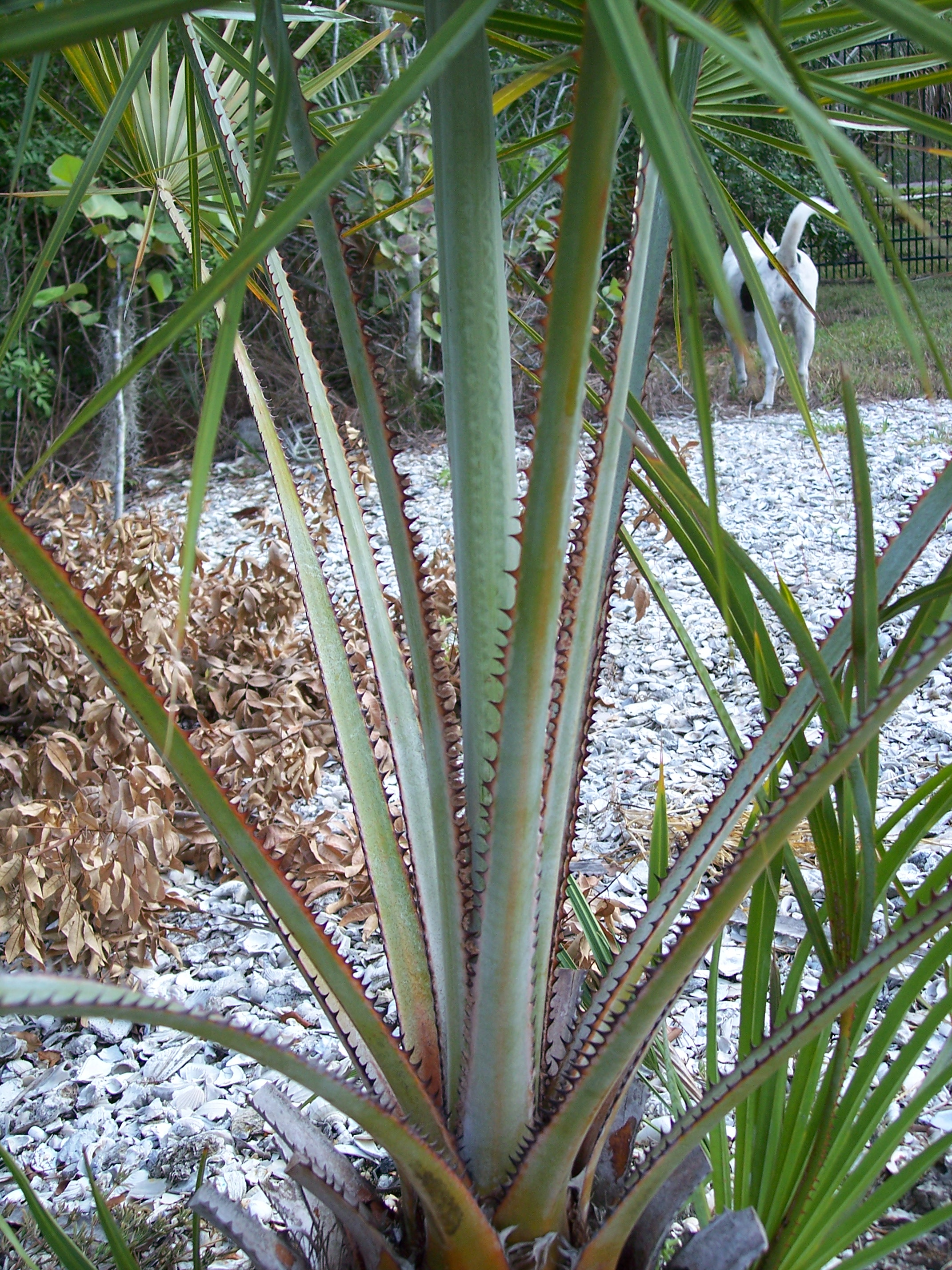
Detalle de los peciolos armados

## Descripción
Es una palmera de tamaño mediano  similar a la bien conocida Copernicia hospita. Tiene un tronco levemente ramificado y relativamente delgado, cubierto en viejas bases foliares y una corona de hojas rígidas y en abanico circular, de color verde claro en la parte superior y gris ceroso en la inferior. 

## Taxonomía
Copernicia glabrescens fue descrita por H.Wendl. ex Becc. y publicado en Webbia 2: 170. 1907.
Etimología
Copernicia: nombre genérico que fue nombrado en honor del astrónomo polaco Nicolás Copérnico.
glabrescens: epíteto latino que significa "que es calvo, sin pelo".
Variedades
- Copernicia glabrescens var. glabrescens
- Copernicia glabrescens var. ramosissima (Burret) O.Muñiz & Borhidi

Sinonimia
- Copernicia glabrescens var. havanensis León
- Copernicia ramosissima Burret[4]